# سرویس رختشویی (آلبوم)
 «سرویس رختشویی» آلبومی از هنرمند اهل کلمبیا شکیرا است که در ۱۳ نوامبر ۲۰۰۱ منتشر شد.